# Philoponella fasciata
Philoponella fasciata is een spinnensoort in de taxonomische indeling van de wielwebkaardespinnen (Uloboridae).
Het dier behoort tot het geslacht Philoponella. De wetenschappelijke naam van de soort werd voor het eerst geldig gepubliceerd in 1917 door Cândido Firmino de Mello-Leitão.